# خسرو شاهانی
خسرو شاهانی طنزنویس، داستان‌نویس و خبرنگاری بود که با نشریاتی همچون توفیق، فکاهیون، گل‌آقا و ... همکاری داشت و آثارش در آن نشریات به چاپ می‌رسید. به گفته بنیاد شعر و ادبیات داستانی ایران، «خسرو شاهانی از نویسندگان شناخته‌شده در طنز اجتماعی و ژورنالیستی معاصر است و مجموعه‌ای از بهترین داستان‌های طنز ایران را با سبک و سیاق خاص خود نوشته و علاوه بر برقراری ارتباط با خوانندگان عام و ساده‌پسند، از نظر تکنیک داستان‌نویسی نیز قابل توجه و دفاع است.»

## از تولد تا شروع کار
شاهانی در کتاب آدم عوضی، خودش را چنین معرفی کرده‌است: «در دهم دی ۱۳۰۸ شمسی مطابق با اول ژانویه ۱۹۲۹ میلادی در نیشابور متولد شدم (اینکه می‌بینید مردم مختلف جهان و کشورهای اروپایی و دنیای مسیحیت شب اول ژانویه را جشن می‌گیرند، قسمت اعظمش به خاطر تولد بنده است). پدرم را در کودکی و مادرم را در بزرگی از دست دادم. کار رسمی مطبوعاتی‌ام را از اول سال ۱۳۳۴ شمسی با روزنامه خراسان چاپ مشهد شروع کردم که مدت سه سال به‌طور مستمر ادامه داشت. در این روزنامه که یومیهٌ صبح بود و هفته‌ای شش بار منتشر می‌شد، علاوه بر نوشتن داستان‌های کوتاه طنزآمیز، دو ستون تحت عنوان «شوخی و خنده» هم که اصلاً خنده نداشت و نظم و نثر بود می‌نوشتم»
گفته می‌شود: «او به دلیل شغل پدرش که کارمند دولت و همواره در مأموریت بود، تحصیلات ابتدایی را در تربت حیدریه گذراند و در کاشمر و سبزوار تا حدّ سیکل اول ادامه تحصیل داد. اما بر اثر فوت ناگهانی پدر در سال ٬۱۳۲۲ مجبور شد برای گذران زندگی وارد خدمات اداری شود. آغاز فعّالیّت مطبوعاتی او به اقامت سه ساله اش در زاهدان و همکاری با ندای زاهدان و پیام سیروس باز می‌گردد. وی در مشهد با روزنامه خراسان به طور جدی ٬ همکاری کرد. در این جریده ٬ ستونی با عنوانِ به نوشته‌های طنزآمیز او «شوخی و خنده» اختصاص داشت که با اقبال خوانندگان روبه رو شد.»

## نویسندگی در تهران
شاهانی در سال ۱۳۳۶ به دعوت صادق بهداد مدیر روزنامه جهان به تهران آمد و ستون «از هر دری سخنی» را در آن روزنامه به کار انداخت که به بررسی شرایط و مسائل روز می‌پرداخت. از سال ۱۳۳۷ علاوه بر کار در روزنامه جهان، خبرنگار پارلمانی روزنامه پست تهران هم بود. در ۱۳۳۸ در تهیه برنامه «گفتنی‌ها» با رادیو تهران به همکاری پرداخت. در روزهای یکشنبه، در سال‌های ۱۳۵۱ تا ۱۳۵۵ برنامه‌ای با عنوان «سیر و سفر» می‌نوشت. از ۱۳۳۸ خبرنگار پارلمانی روزنامه کیهان شد که این همکاری تا ۱۳۵۸ به طول انجامید و هفته‌ای یک روز، بین سال‌های ۱۳۴۲ تا ۱۳۴۵ در این روزنامه یک صفحه مطلب طنزآمیز به صورت داستان و مقاله با عنوان «جنجال برای هیچ» می‌نوشت که بعدها به «بین دو سنگ آسیا» و «مسافرت بدون گذرنامه» تبدیل شد. از مهر ۱۳۴۱ تا خرداد ۱۳۵۸ با خواندنی‌ها همکاری داشت و در هر شماره خواندنی‌ها، سه یا چهار صفحه تحت عنوان «در کارگاه نمد مالی» مطلبی می‌نوشت که رنگ اجتماعی و ادبی داشت. گزیده‌ای از مطالب «در کارگاه نمد مالی» در سال ۱۳۷۷ به صورت کتاب چاپ شده‌است. او همچنین با نشریات ترقی، سپید و سیاه، روشنفکر، آسیای جوان، امید ایران و توفیق به‌طور غیر مستقیم همکاری داشت.
در بعد از انقلاب ایشان با نشریات جدول (کتیبه، کنکاش، جدول) و گل آقا همکاری داشتند. روزهای فرد و با کوششی چشمگیر در دفتر مجله جدول (کتیبه، کنکاش) حضور داشت و در نقش یکی از ستونهای اصلی مطبوعات ایران به قلم زدگی و رسالت خود جهت آگاه سازی مردم نقش خود را ایفا میکرد.
خسرو شاهانی دربارهٔ طنزنویسیِ خود گفته است: «زندگی قصه تلخی است که من از این قصه‌ها افسانه شیرین ساخته‌ام» و در جای دیگر: «طنز مثل سیل راه خودش را می‌رود٬ بعضی‌هاش به دل می‌نشیند ٬ بعضی نه. بعضی گل‌ها قشنگ‌اند اما بو ندارند. بعضی نه رنگ دارند نه بو. طنز امروز و دیروز نداریم»

## درگذشت
شاهانی، پس از ماه‌ها بیماری، در سن ۷۲ سالگی در ۲۰ اردیبهشت ۱۳۸۱ در گذشت.

## آثار
از شاهانی تاکنون بیش از نوزده مجموعه طنز به چاپ رسیده است. وی با نشریاتی مانند ترقی - سپید و سیاه - روشنفکر - آسیای جوان - امید ایران - تهران مصور و توفیق همکاری داشته و پس از انقلاب ۵۷، آثار طنزآمیز او علاوه بر آتیه، در نشریات فکاهیون، گل آقا و در مجله جدول کنکاش (ماهنامه کتیبه سابق) زیر عنوان «گل گشت» نیز به چاپ رسیده است.
داستان‌های خسرو شاهانی در اتحاد جماهیر شوروی سابق و کشورهای بلوک شرق بارها و بارها چاپ شده‌است. از سال ۱۳۴۶ چاپ آثار وی در ارمنستان و دیگر جمهوری‌های شوروی سابق و مسکو توسط جهانگیر درّی استاد کرسی ادبیات فارسی دانشگاه مسکو در تیراژهای پنجاه هزار، صدهزار و چهارصد هزار در مجلات ستاره سرخ، جوانان شوروی و آسیا و آفریقای امروز به چاپ رسیده است. همچنین اکثر مجلات کشورهای اروپای شرقی آثار او را منتشر کرده‌اند. شیوه داستان‌نویسی او، خطی است که معمولاً از زبان اول شخص روایت می‌شود و درون‌مایه اجتماعی دارد.